# Mensaje a la nación
El mensaje a la nación es una tradición política de los países hispanoamericanos que consiste en un discurso pronunciado por el jefe de Estado ante una representación de la nación en el cual se realiza una rendición de cuentas del Gobierno al inicio del nuevo periodo legislativo ordinario o se anuncian medidas extraordinarias.

## Antecedentes
La comunicación entre el jefe de Estado, o en quien delega el Gobierno, y el Parlamento del país es una costumbre arraigada en las monarquías europeas. En el caso de la Monarquía española se estableció por ley en el artículo 123 de la Constitución española de 1812.

El Rey hará un discurso, en el que propondrá a las Cortes lo que crea conveniente; y al que el presidente contestará en términos generales. Si no asistiere el Rey, remitirá su discurso al presidente, para que por éste se lea en las Cortes.
Artículo 123.º, Constitución española de 1812

Tras la emancipación americana, la costumbre se mantuvo en las nacientes repúblicas y ha sido refrendada por las constituciones y reformas constitucionales.

## Por país

### Argentina

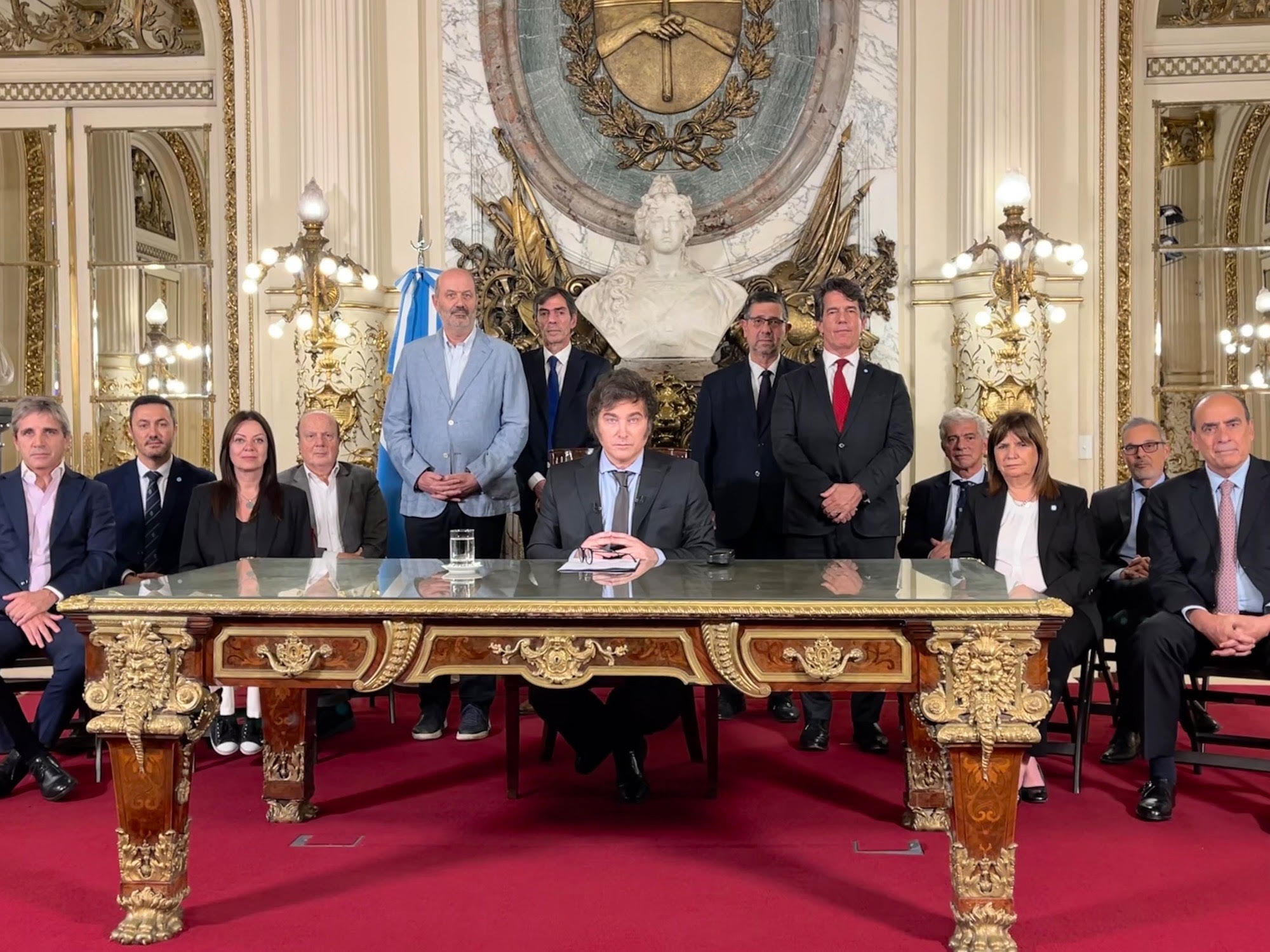
El Presidente de la Nación Argentina, Javier Milei, anuncia el Decreto de Necesidad y Urgencia 70/2023 en un mensaje a la nación por cadena nacional junto a su gabinete el 20 de diciembre de 2023 desde la Casa Rosada en Buenos Aires.

Anualmente, el primero de marzo, se hace la apertura de sesiones ordinarias del Congreso de la Nación. Esto está pautado por la Constitución de la Nación Argentina en su artículo 99 inciso 8:

8. Hace anualmente la apertura de las sesiones del Congreso, reunidas al efecto ambas Cámaras, dando cuenta en esta ocasión del estado de la Nación, de las reformas prometidas por la Constitución, y recomendando a su consideración las medidas que juzgue necesarias y convenientes.
Artículo 99.º, Constitución de la Nación Argentina

.
La ceremonia de apertura de sesiones ordinarias se lleva a cabo en el hemiciclo de la cámara de diputados, aunque es presidida por el o la presidenta de la cámara alta. El discurso es ante Asamblea Legislativa, ya que hay miembros de ambas cámaras, además de estar presente el gabinete de ministros y jueces de la Suprema Corte.
La ceremonia se transmite por Cadena Nacional de radio y televisión, y es retransmitida también por los principales canales de noticias del país.
Algunas provincias argentinas también tienen esta ceremonia. Por ejemplo, la Ciudad de Buenos Aires y la Provincia de Buenos Aires, también inauguran su periodo de sesiones ordinarias el primero de marzo, dando un discurso que, aunque no es transmitido por cadena nacional (o provincial) suele transmitirse en vivo por las plataformas de internet.

### Chile

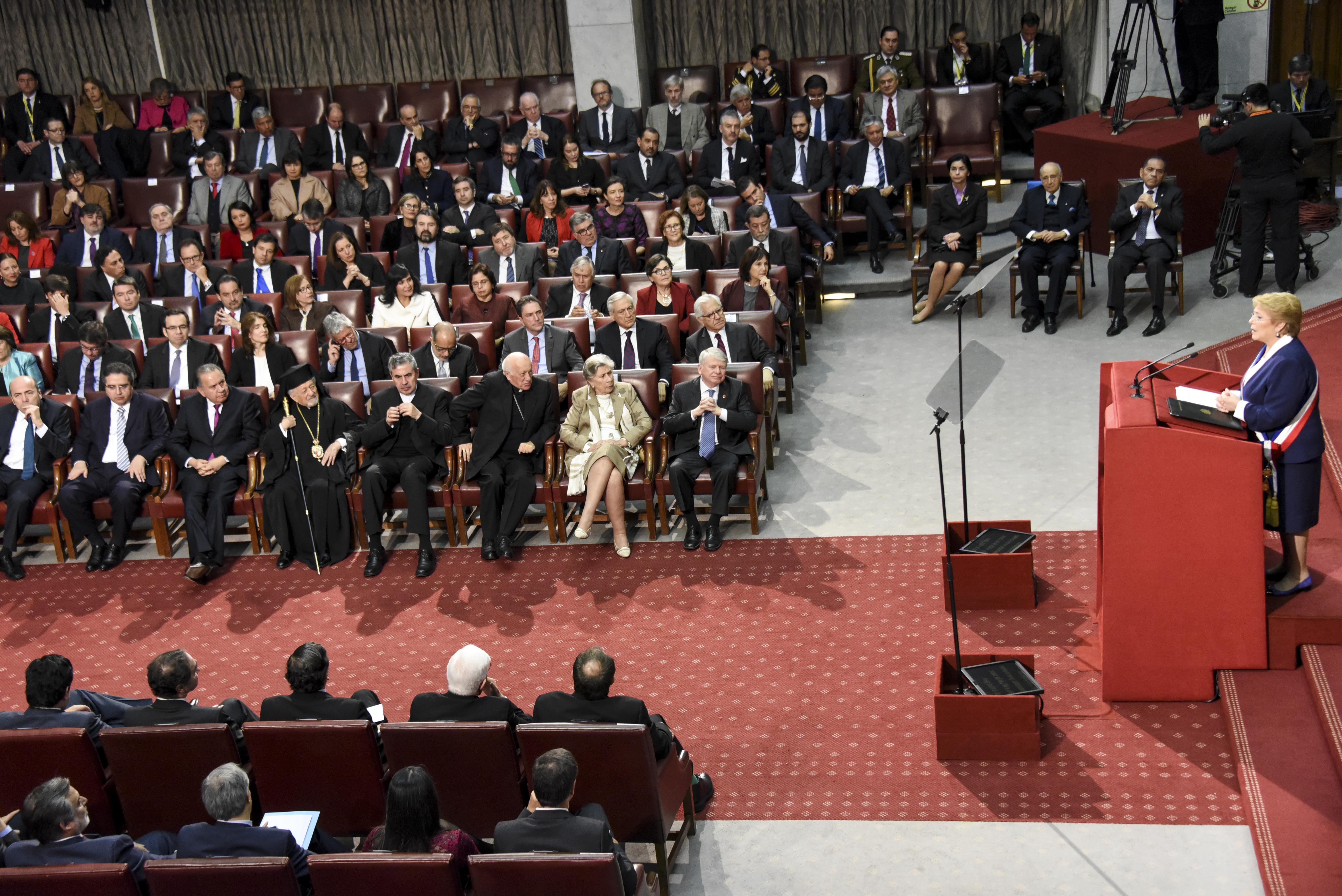
Cuenta pública de la presidenta Michelle Bachelet el 1 de junio de 2017 en el Salón de Honor del edificio del Congreso Nacional en Valparaíso.

La costumbre denominada como Cuenta Pública en Chile se inició con la Constitución de 1833, fijando el 1 de junio como fecha anual para la rendición de cuentas del presidente del país. Sin embargo, en 1925 se estableció que el discurso presidencial ante el Congreso Nacional debía ser el 21 de mayo, coincidiendo con el Día de las Glorias Navales, y con el inicio al período ordinario de sesiones en el Congreso.
Hasta 1973, el mensaje a la nación fue pronunciado, con algunas excepciones, ininterrumpidamente. Ese año la dictadura militar del general Augusto Pinochet movió la fecha al 11 de septiembre y el lugar al edificio Diego Portales, sede de la Junta Militar, ya que el Congreso se encontraba cerrado.
La Constitución de 1980, promulgada por el mismo régimen, no alteró la situación, ya que solo establecía que el presidente debía dar cuenta anualmente al país del estado administrativo y político de la nación. Con el retorno de la democracia en 1990 el discurso fue restablecido al 21 de mayo, lo que se estableció oficialmente con la reforma constitucional de 2005. En 2017, como consecuencia de otra reforma constitucional, el discurso se trasladó del 21 de mayo al 1 de junio, retornando así a su fecha original.

### México

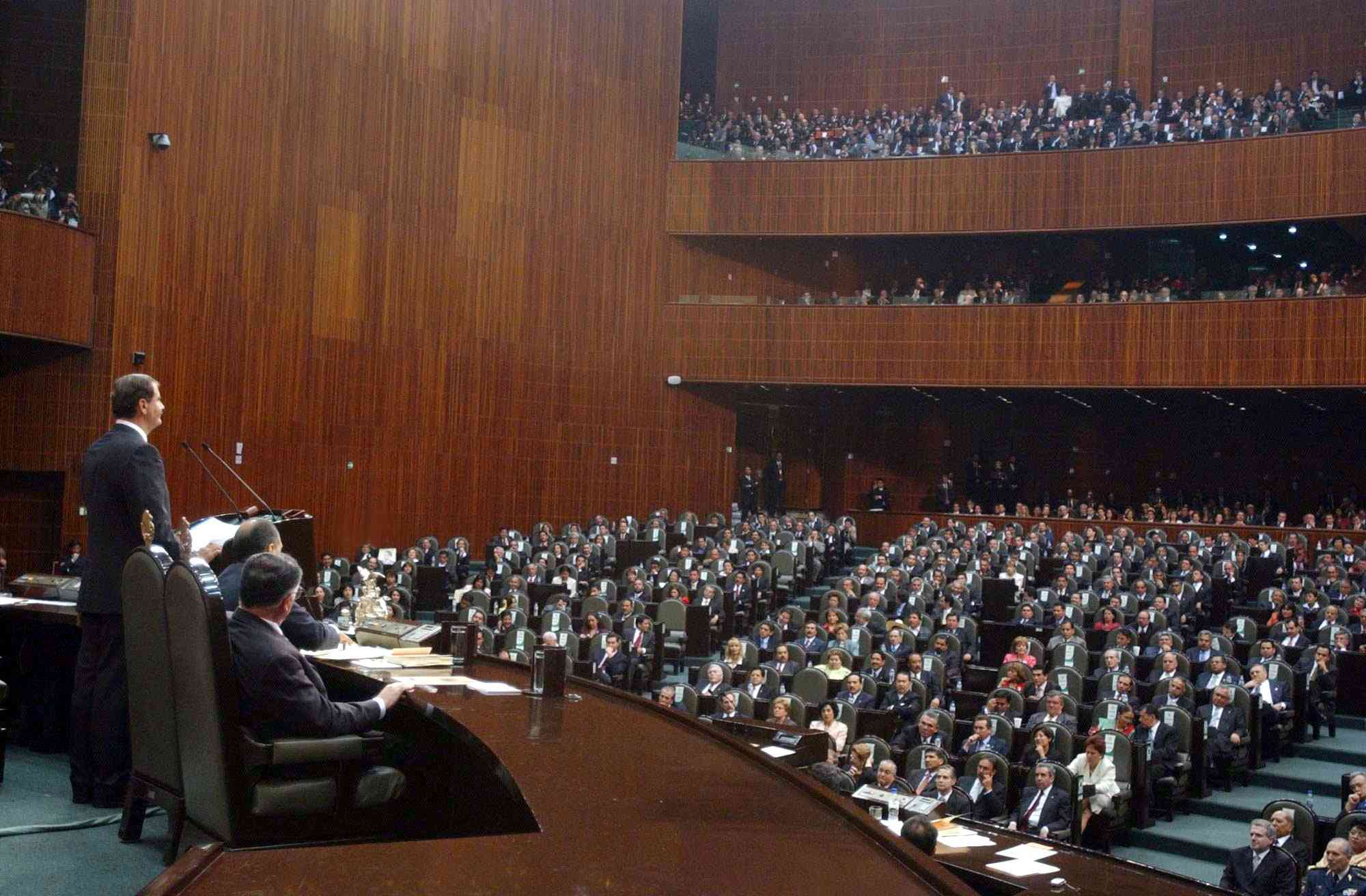
El presidente de México, Vicente Fox, rinde su Cuarto Informe el 1 de septiembre de 2004 ante el Congreso de la Unión en la Tribuna del Palacio Legislativo de San Lázaro.

La tradición del Informe de Gobierno, que es como se conoce así en México al discurso de rendición de cuentas y estado general de la administración pública del país ante el Congreso de la Unión por parte del presidente del Gobierno mexicano, fue instaurado a partir de la Constitución Federal de 1857. La presentación por escrito del Informe recién fue establecida por ley en el artículo 69 de la Constitución de 1917, norma fundamental que se encuentra aún en vigencia.

En la apertura de Sesiones Ordinarias del Primer Periodo de cada año de ejercicio del Congreso, el Presidente de la República presentará un informe por escrito, en el que manifieste el estado general que guarda la administración pública del país (...).
Artículo 69.º, Constitución Política de los Estados Unidos Mexicanos

A pesar de que se estableció la obligatoriedad constitucional desde 1857, el primer Informe fue leído por el presidente Guadalupe Victoria el 1 de enero de 1825. La fecha de su presentación por escrito y lectura el 1 de septiembre de cada año fue establecido por el presidente Venustiano Carranza. En cuanto a su forma de transmisión masiva, el primer Informe radiado fue el del presidente Lázaro Cárdenas en 1936, mientras que el primero televisado fue el Cuarto Informe del presidente Miguel Alemán Valdés en 1950, siendo además esta transmisión el primer programa emitido por la televisión comercial.
Tradicionalmente, el discurso era leído por el presidente desde la Tribuna del hemiciclo del Palacio Legislativo de San Lázaro, pero a partir del Sexto Informe de Gobierno de Vicente Fox de 2006 se decidió que se entregaría un resumen al presidente de la Mesa Directiva del Congreso para luego realizar la lectura a través de la televisión pública, esta alteración del protocolo fue debido a que el Quinto Informe de Fox fue abucheado y el presidente fue impedido por un grupo de diputados de subir a la Tribuna por lo que no pudo leerse en sede parlamentaria. Así se estableció que el secretario de Gobernación entregase el Informe al Congreso es un el día 1 de septiembre y el presidente lo leyese al día siguiente, 2 de septiembre, en el Palacio Nacional.
Posteriormente, tanto la Cámara de Diputados como la de Senadores realizan un análisis político, jurídico, económico y social del Informe y pueden solicitar una ampliación de la información mediante preguntas por escrito y, dentro de sus atribuciones, citar a los secretarios de Estado y a los directores de las entidades paraestatales quienes comparecerán y rendirán informes bajo protesta de decir verdad.

### Perú

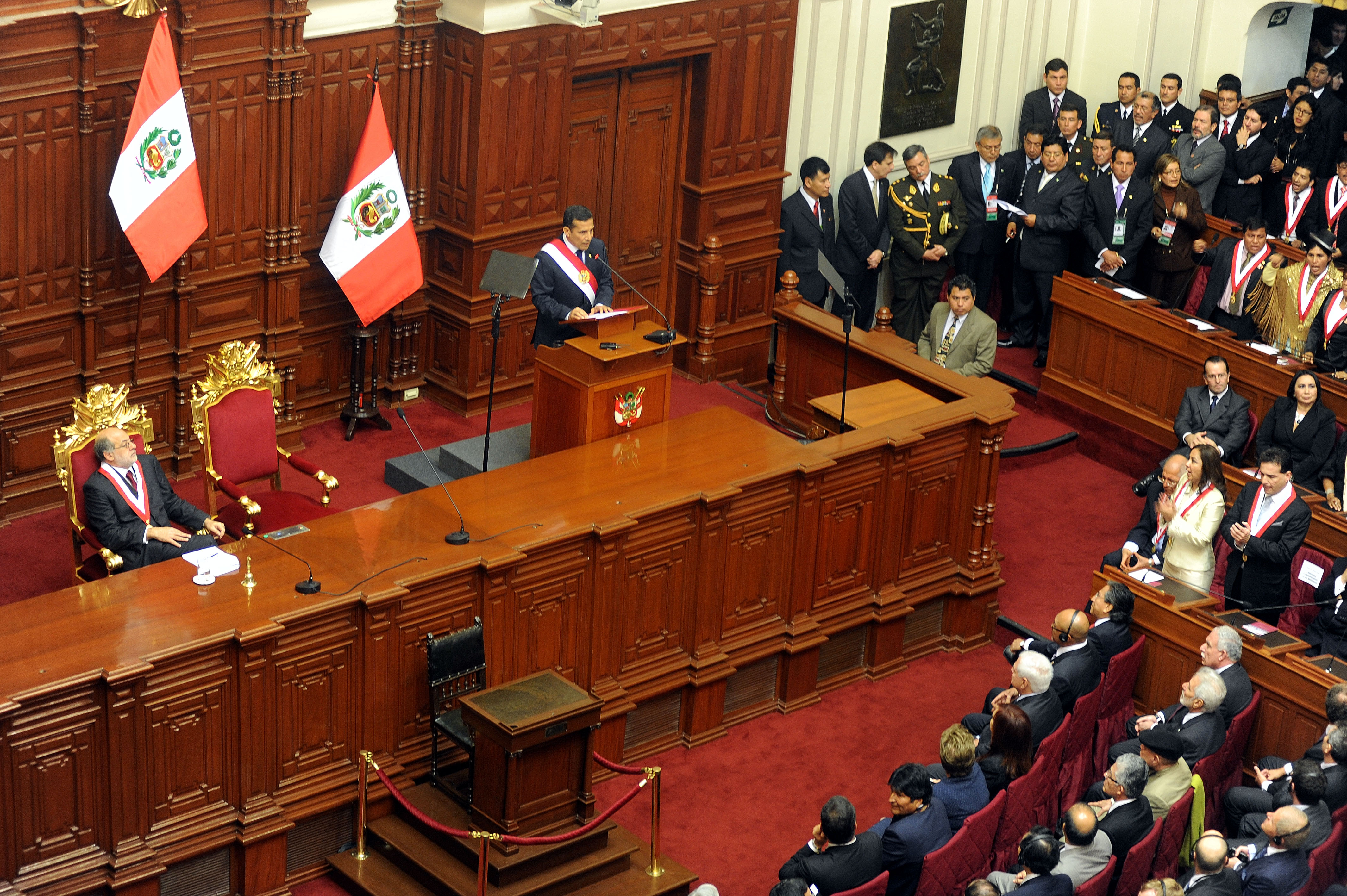
El presidente del Perú, Ollanta Humala, dirige el 28 de julio de 2011 su primer mensaje a la nación poco después de asumir el cargo de primer magistrado ante el Congreso de la República en la Tribuna principal del hemiciclo del Palacio Legislativo.

La tradición del Mensaje Anual en Perú nació cuando el presidente Agustín Gamarra dio un discurso ante el Parlamento peruano el 28 de julio de 1832.
Según el artículo 118 de la Constitución de 1993, el presidente de la república debe realizar un discurso, aprobado previamente por el Consejo de Ministros, en el hemiciclo del Palacio Legislativo ante el Congreso Nacional en una sesión solemne el 28 de julio durante la celebración de fiestas patrias donde el mandatario expondrá la situación de su gobierno y los compromisos y propuestas de mejora, así como proyectos para el siguiente curso político:

[Corresponde al Presidente de la República] Dirigir mensajes al Congreso en cualquier época y obligatoriamente, en forma personal y por escrito, al instalarse la primera legislatura ordinaria anual. Los mensajes anuales contienen la exposición detallada de la situación de la República y las mejoras y reformas que el Presidente juzgue necesarias y convenientes para su consideración por el Congreso. Los mensajes del Presidente de la República, salvo el primero de ellos, son aprobados por el Consejo de Ministros.
Inciso 7, artículo 118.º, Constitución Política del Perú

Aunque no se establece por ninguna norma o reglamento protocolario, era costumbre que el presidente del Congreso respondiese al mensaje presidencial a modo de cortesía, hasta que la Ley n.º 1100 del 4 de octubre de 1909 suprimió la contestación dando la sesión finalizada al acabar el discurso presidencial.
Por otro lado, durante la ceremonia de traspaso de poderes en el Congreso el presidente saliente realiza un mensaje donde rinde cuentas y hace una semblanza de los logros de su gestión. Luego, el presidente agradece y entrega la banda presidencial, símbolo de la mando supremo del país, al presidente del Congreso, quien la ostentará por un periodo corto de tiempo. Tras la llegada del presidente electo, este presta juramento ante el presidente del Congreso, quien le hace entrega de la banda. Después, lee su primer mensaje a la nación ante el Congreso. Esta situación fue eludida por el presidente Alan García al final de su segundo gobierno en 2011 al no dirigirse al Congreso y entregar la banda a un edecán del Palacio, por temor a que repita la situación de abucheos al finalizar su primer mandato en 1990. Similar fue el caso del presidente Francisco Sagasti al final de su gobierno, con la diferencia de que, en su caso, fue impedido de ingresar al hemiciclo y tuvo que entregar la banda a un edecán afuera del Congreso.

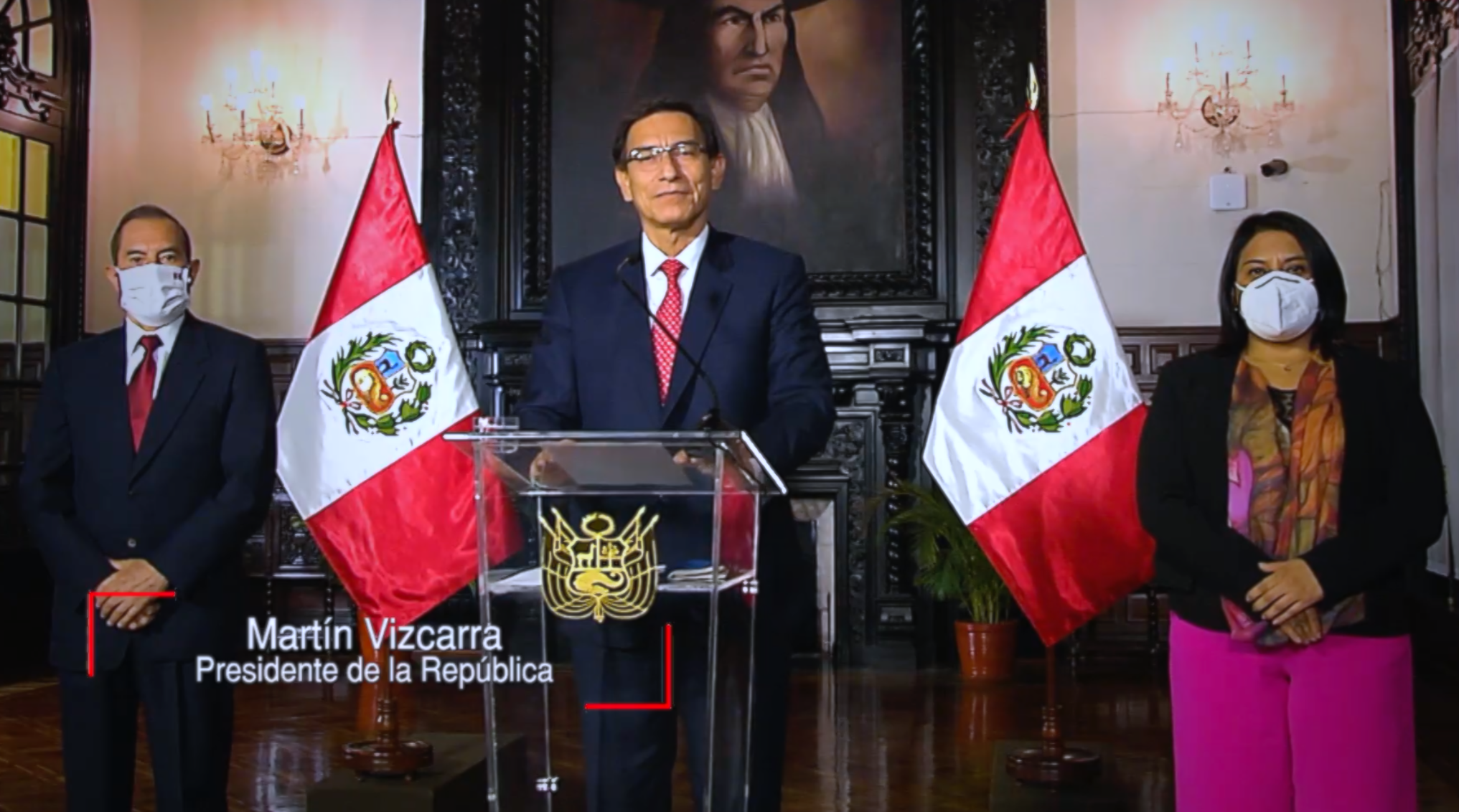
Mensaje a la nación televisado del presidente de la república, Martín Vizcarra Cornejo, en septiembre de 2020, con motivo de su primer proceso de vacancia presidencial.

Además de las fecha señalada como tradicional para el discurso presidencial, diferentes presidentes peruanos han utilizado la fórmula del mensaje a la nación emitido por los medios de comunicación para anunciar medidas extraordinarias, como la toma de la Brea y Pariñas en 1969 por parte del Gobierno Revolucionario de la Fuerza Armada, el autogolpe de 1992 de Alberto Fujimori, o la disolución del Congreso planteada por Martín Vizcarra en 2019.
No existe extensión ni límite de tiempo para el mensaje presidencial. Se conoce que el presidente Manuel Prado Ugarteche ha sido quien ha realizado los mensajes más extensos. Dina Boluarte fue la siguiente y mencionó los 25 departamentos del país en uno de ellos.
Por otro lado, el mensaje a la nación del 28 de julio de 1881 pronunciado por Nicolás de Piérola, a la sazón presidente provisorio paralelo al gobierno cautivo de Francisco García-Calderón durante la guerra del Pacífico, fue leído en la Asamblea Nacional de Ayacucho, en la sierra del Perú, acto que por única vez fue realizado fuera de Lima. En el mismo contexto de la guerra con Chile, el discurso de 1879 fue leído en el Congreso por el vicepresidente Luis La Puerta debido al viaje del presidente Mariano Ignacio Prado a Arica para supervisar la campaña militar en el sur.